# コミュニケーション不全症候群
『コミュニケーション不全症候群』（コミュニケーションふぜんしょうこうぐん）は、中島梓による評論。
1991年8月10日に筑摩書房より単行本（ISBN 4-480-85596-3）として刊行された。のち、1995年12月4日にはちくま文庫版（ISBN 4-480-03134-0）が刊行されている。また1998年には、本書の続編となる評論『タナトスの子供たち』が刊行されている。
人々が過密する現代日本に蔓延する「他の存在」への想像力の欠如を特徴とする心理を「コミュニケーション不全症候群」と名付けた著者が、「おタク」「ダイエット／摂食障害」「ボーイズラブ」などを具体的な題材として、「コミュニケーション不全症候群」の原因と結果について論考した作品。
発表後、笠井潔などから高い評価を受け、またその論の一部が多くの書に引用・収録された。著者の評論としては代表的な作品であり、やおいについての最初期の論考として知られる。

## 批判
谷川たまゑは、本評論について意見や解釈という以前に客観的事実という時点で誤りが含まれると批判している。具体的には、拒食症や少年愛を愛好する女性（現在でいう腐女子）に長女が多いという指摘や少年漫画において女性キャラクターは徹底的に「犯される立場」として描かれているといった点である。ただし中島は「完全にすべてのデータをあつめたわけではないのであくまでも参考として提出することしかできない」と断った上で「JUNEジャンルにとって重要であると思われる作家」として森茉莉、木原敏江、竹宮恵子らの名を具体的に挙げ、彼女らがすべて長女である、と指摘したのであって、「拒食症や少年愛を愛好する女性に長女が多い」と述べたわけではない。また少年漫画については「北斗の拳」「聖闘士星矢」と具体的な作品名をあげた上で、これらの作品や「暴力教室的な」作品では、女性は「犯される性」としてだけ存在を許される、すなわち「その世界のなかでの女性たちの価値はどのくらい男たちの欲望をそそるか」にある、と述べているのであって、すべての少年漫画において女性が「犯される立場」として描かれている、と述べているのではない。

## 内容
- はじめに―私はなぜこの本を書こうと思ったのか
- 第1章 コミュニケーション不全症候群
- 第2章 おタクについて*1
- 第3章 おタクについて*2
- 第4章 ダイエット症候群*1
- 第5章 ダイエット症候群*2
- 第6章 病気の時代
- 第7章 僕の夢は少年を……
- 第8章 美少年なんか怖くない
- 第9章 最後の人間
- 第10章 コミュニケーション不全症候群のための処方箋